# Храм иконы Божией Матери «Знамение» в Кунцеве
Храм иконы Божией Матери «Знамение» в Кунцеве — православный храм Георгиевского благочиния Московской городской епархии. Расположен в районе Фили-Давыдково Западного административного округа города Москвы (Большая Филёвская улица, 65).
Храм выстроен в редком для Москвы неовизантийском стиле в начале XX века. Имеет статус объекта культурного наследия федерального значения.

## История и архитектура
Храм иконы Божией Матери «Знамение» в Кунцеве был построен в 1744 году Александром Нарышкиным, двоюродным братом Петра Великого. Здание несколько раз перестраивалось и к началу XX века обветшало. По решению Императорской Археологической комиссии здание разобрали, оставив западную стену и часть фундаментов.

Доложены отношения духовной консистории от 24 августа 1909 г. и 16 февраля 1910 г. с ответом на запрос Имп. Археологической Комиссии от 12 августа 1909 г., насколько верен слух о предположенном переустройстве Знаменской церкви. Сообщается, что церковь, с согласия Имп. Московского Археологического Общества, будет расширена, с устройством придела и помещения для ризницы и совершенно новой колокольни, по проекту академика архитектуры С. И. Соловьева.

Церковь выстроена в 1744 г., в короткое время между 3 июля и 30 октября, тщанием и иждивением действ. тайного сов. Ал. Льв. Нарышкина. Колокольня в начале была деревянная и заменена в 1824 г. каменною (Дело 1909 г. № 167).

А. Н. Померанцев, Е. А. Сабанеев и В. А. Косяков указали, что церковь сильно перестроена и вообще не представляет интереса. Иконостас также не возбудил к себе внимания.

Постановлено: предположенное переустройство разрешить.
Оригинальный текст (рус. дореф.)Доложены отношенія духовной консисторіи отъ 24 августа 1909 г. и 16 февраля 1910 г. съ отвѣтомъ на запросъ Имп. Археологической Комиссіи отъ 12 августа 1909 г., насколько вѣренъ слухъ о предположенномъ переустройствѣ Знаменской церкви. Сообщается, что церковь, съ согласія Имп. Московскаго Археологическаго Общества, будетъ расширена, с устройствомъ придѣла и помѣщенія для ризницы и совершенно новой колокольни, по проекту академика архитектуры С. I. Соловьева.

Церковь выстроена въ 1744 г., въ короткое время между 3 iюля и 30 октября, тщаніемъ и иждивеніемъ дѣйств. тайнаго сов. Ал. Льв. Нарышкина. Колокольня в началѣ была деревянная и замѣнена въ 1824 г. каменною (Дѣло 1909 г. № 167).

А. Н. Померанцевъ, Е. А. Сабанѣевъ и В. А. Косяковъ указали, что церковь сильно перестроена и вообще не представляетъ интереса. Иконостасъ также не возбудилъ к себѣ вниманія.

Постановлено: предположенное переустройство разрешить.

.
Строительство новой церкви велось по заказу и на средства владелицы имения — Надежды Солдатёнковой, вдовы Василия Солдатёнкова, отец которого Иван — был родным братом Кузьмы Солдатёнкова, известного промышленника и мецената. Иван Солдатёнков скончался в возрасте 40 лет, оставив сиротой своего сына Василия, которого и усыновил Кузьма. Сын Василия, которого он в благодарность назвал Кузьмой, стал первым старостой нового храма.
Возвести новое здание храма было поручено в 1908 году архитектору Сергею Соловьёву. Согласно пожеланиям заказчиков, архитектор составил проект храма в равеннском стиле VI века с колокольней в виде столпа, стоящей отдельно от храма. Постройка была начата в 1911 году, и в 1913 году, уже после смерти архитектора, храм был освящён. Главный престол освящён в честь иконы Божией Матери «Знамение», северный придел — во имя великомученицы Варвары, святой покровительницы первой жены Василия Солдатёнкова, южный — во имя преподобного Василия Исповедника, епископа Парийского, покровителя Василия Солдатёнкова. Алтарную преграду и скульптурное убранство храма выполнили мастера известной в начале XX века фирмы Н. А. Захарова. Главным украшением были выполненные из бронзы и декорированные эмалями Царские врата. Здание было покрыто черепицей, облицовано плиткой и украшено рельефами, в ограде устроено небольшое кладбище.
Священником новой церкви стал Василий Гурьев, служивший в Кунцеве с 1891 года, сын священника села Фили и младший брат действительного статского советника Петра Гурьева, управляющего канцелярией Святейшего синода; диаконом — свояк Гурьева Николай Сахаров. В 1916 году отец Василий Гурьев был удостоен сана протоиерея.
До наших дней сохранились круглый световой барабан купола, украшения на внешней стороне стен (плиты с рельефами, глазурованная плитка, черепица на куполе храма, штукатурка «под кирпич»).
Богослужения были прекращены в 1932 году. Колокольня была снесена, две главки приделов сбиты, мраморный иконостас уничтожен. Разрушен и склеп Василия Солдатёнкова и первой его супруги Варвары (местонахождение захоронений неизвестно), находившийся в южной части храма. Храм был переоборудован для использования под фабрику, лыжную базу, библиотеку, военно-спортивный клуб. Протоиерей Василий Гурьев расстрелян 13 октября 1937 года на Бутовском полигоне.
В 1991 году из Франции правнук Л. Т. Солдатёнкова, протоиерей Николай Солдатёнков передал опись ценностей храма. Опись свидетельствует, что святынями храма были: два напрестольных креста со святыми мощами, икона Святителя Николая в серебряной ризе (вывезенная из села Бородино при нашествии Наполеона), две серебряные дарохранительницы (одна из которых — времён Петра I, а вторая относилась ко временам императрицы Елизаветы Петровны).
Сейчас внутреннее убранство храма восстанавливается. Пол сохранился с 1913 года. Обновление храма произошло 11 сентября 1991 года. Храм был освящён великим чином в 2000 году патриархом Алексием II.
В 2000 году рядом с храмом начали строить двухэтажный приходской дом. К нему пристроили колокольню, так как восстановить колокольню на старом месте оказалось невозможным — на месте прежней колокольни сейчас проходит дорога вдоль Большой Филёвской улицы. В 2002 году была освящена колокольня с пристроенным к ней зданием, в котором разместились крестильный храм во имя святителя Макария Московского (+1563 г.), трапезная, воскресная школа. В 2004 году крестильный храм был освящён малым чином благочинным Михайловского округа протоиереем Георгием Студеновым.
С сентября 2016 года настоятелем храма являлся епископ Анадырский и Чукотский Матфей (Копылов).
С 29 августа 2018 года настоятелем храма является епископ Анадырский и Чукотский Ипатий (Голубев).
Храм ведёт активную социальную работу — действует воскресная школа, молодёжный православный клуб «Знамение», молодёжный хор, детский хор. Организована группа «Кунцево» анонимных алкоголиков и наркоманов.

## Духовенство
- Настоятель храма — Архиепископ Ипатий (Голубев)
- Иерей Александр Дроздов
- Иерей Александр Досталь
- Иерей Иоанн Коханов[8]